# أميرة أوز المفقودة
أميرة أوز المفقودة (بالإنجليزية: The Lost Princess of Oz) هو الكتاب الحادي عشر ضمن سلسلة أوز الكتاب بقلم ليمان فرانك بوم، الذي نشر في 5 يونيو 1917.
ويبدأ باختفاء الأميرة أوزما حاكمة أوز ورحلة دوروثي والساحر للعثور عليها. ذكر بوم في مقدمة الكتاب أنه استلهم الرواية من رسالة فتاة صغيرة كتبت فيها: "أعتقد أنه إذا تأذت أوزما أو اختفت فإن الجميع سيكونون حزينين."

## إهداء
أهدي الكتاب لحفيدة المؤلف التي ولدت حديثا وهي أوزما بوم، وهي ابنة ابنه الأصغر كينيث غيج بوم.